# Isaaq

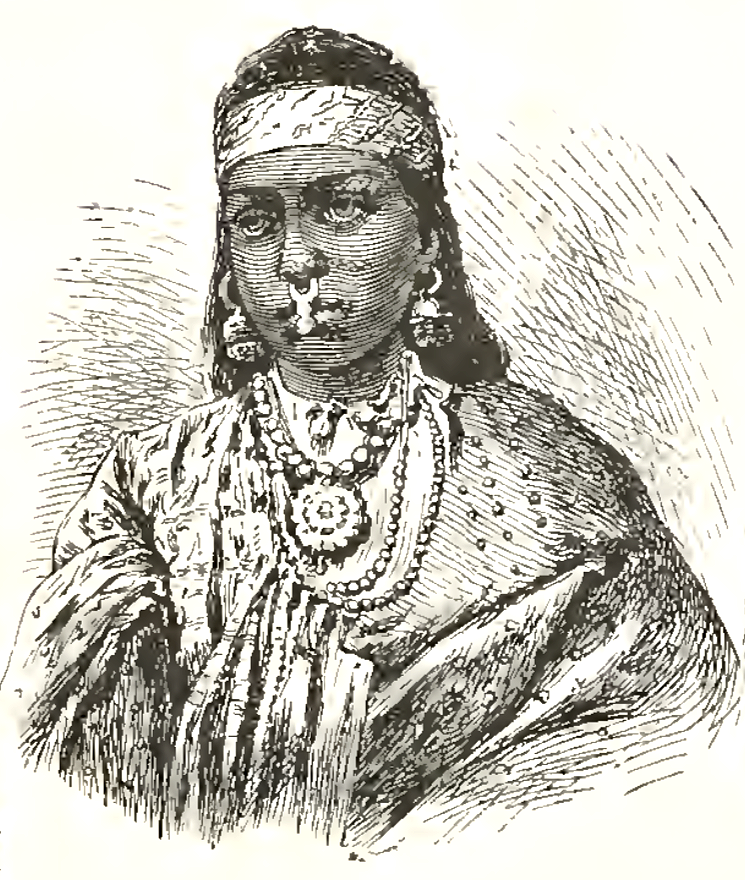
Uma ilustração de uma mulher somali do clã Isaaq publicada no Bilder-Atlas em 1870

O Isaaq (ou Isaq, Ishaak) (somali: Reer Sheik Isaxaaq; árabe: Is-haq binu ahmed) é um dos principais clãs somalis, compreendendo cerca de 22% da população da Somália. Os Isaaqs estão concentrados principalmente na Somalilândia e Etiópia. As 4 maiores cidades da Somalilândia - Hargeysa, Burco, Berbera e Erigavo - possuem população predominantemente Isaaq. 

## Notáveis do clã Isaaq
- Abdirahman tuur: Primeiro presidente da república democrática da Somalilândia e último chefe do Movimento Nacional Somali.
- Mohammed Ibrahim Egal: Presidente da República da Somalilândia de 1993 a 2002. Último Primeiro Ministro da República da Somália eleito livremente, de 1967 a 1969. Líder da República da Somalilândia de 26 de junho a 30 de junho de 1960. Líder da administração da Somalilândia Britânica de 1948 a 1960. Morreu em 2002.